# Till Death Us Do Part (film 1914)
Till Death Us Do Part è un cortometraggio muto del 1914 diretto da Colin Campbell. La sceneggiatura è firmata dallo stesso regista e dallo scrittore James Oliver Curwood. Interpreti del film, Kathlyn Williams, Wheeler Oakman e Charles Clary.

## Produzione
Il film fu prodotto dalla Selig Polyscope Company.

## Distribuzione
Distribuito dalla General Film Company, il film - un cortometraggio in due bobine - uscì nelle sale cinematografiche statunitensi il 21 dicembre 1914.